# 桂吉坊
桂吉坊（かつら きちぼう、1981年8月27日 - ）は、日本の落語家。本名は津田恵（つだ めぐみ）。所属事務所は米朝事務所→オーレエンターテインメント→有限会社大有企画。上方落語協会会員。出囃子は「はっはくどき」。

## 経歴
兵庫県西宮市出身。大阪府立東住吉高等学校芸能文化科卒業後、1999年1月10日に桂吉朝に入門。同年3月「岡町落語ランド」にて初舞台。
2006年1月からは東西、一門、所属事務所の枠を超えた若手で旗揚げした『平成噺し座』に所属。2008年4月に“卒業”。上方落語界には真打制度がないものの、このグループは二つ目しか入れないことから、東京では真打として扱われることを意味している。
2007年には舞台「地獄八景‥浮世百景」に俳優として出演した。
2008年には朝日新聞社が発行する月刊雑誌「論座」にて「吉坊が聞く 芸の世界」を連載開始。同年1月号から雑誌が休刊する10月号まで連載された。

## 伝統芸能通
米朝一門らしく太鼓・笛はもとより、三味線や長唄も習得している。歌舞伎や能・文楽などの古典芸能に詳しく、落語においても歌舞伎を題材とした芝居噺を得意とする。現在は能楽（謡や小鼓）を個人的に習っているほか、能楽の催しに司会として呼ばれることも多い。歌舞伎役者をはじめ、他の伝統芸能の役者に知人が多い。

## エピソード
- 大師匠である桂米朝宅での内弟子時代、その童顔から近所の店などでは米朝の孫と間違われた。
- 中学生の頃に落語家になりたいと思い、親に相談したところ「なんでわざわざアホになるんだ」と反対された。
- 上方落語界でも屈指の酒豪である。

## 受賞
- 2008年 - 第3回繁昌亭大賞輝き賞
- 2010年 - 第47回なにわ芸術祭奨励賞
- 2011年 - 第29回咲くやこの花賞
- 2012年 - 第49回なにわ芸術祭新人賞
- 2014年 - 第9回繁昌亭大賞奨励賞
- 2023年 - 第17回繁昌亭大賞[1]

## 書著
- 桂吉坊がきく藝（論座の「吉坊が聞く 芸の世界」のコーナーをまとめた本、朝日新聞出版刊、2009年4月）

## 出演

### テレビ
- 御法度落語 おなじはなし寄席 2時間スペシャル(2021年6月5日、BS朝日)「猫の茶碗」